# Абсолютный ретракт
Абсолютный ретракт — метризуемое пространство {\displaystyle X} которое является ретрактом всякого метризуемого пространства, содержащего {\displaystyle X} в качестве замкнутого подпространства.

## Связанные определения
- Метризуемое пространство {\displaystyle X} называется абсолютным  окрестностным ретрактом, если оно является окрестностным ретрактом всякого метризуемого пространства, содержащего {\displaystyle X} в качестве замкнутого подпространства.

## Свойства
- Метризуемое пространство {\displaystyle Y} является абсолютным ретрактом в том и только в том случае, если, каковы бы ни были метризуемое пространство {\displaystyle X}, его замкнутое подпространство {\displaystyle A} и непрерывное отображение пространства {\displaystyle A} в {\displaystyle Y}, его можно продолжить до непрерывного отображения всего пространства {\displaystyle X} в {\displaystyle Y}.
- Для того чтобы метризуемое пространство {\displaystyle X} было абсолютным ретрактом, необходимо, чтобы оно было ретрактом некоторого выпуклого подпространства линейного нормированного пространства, и достаточно, чтобы {\displaystyle X} было ретрактом выпуклого подпространства локально выпуклого линейного пространства.
  - Таким образом, все выпуклые подпространства локально выпуклых линейных пространств являются абсолютными ретрактами; в частности, таковы точка, отрезок, шар, прямая и т. д. Из приведенной характеристики вытекают следующие свойства абсолютных ретрактов:
    - Всякий ретракт абсолютного ретракта снова есть абсолютный ретракт
    - Каждый абсолютный ретракт стягиваем по себе и локально стягиваем.
    - Все гомологические, когомологические, гомотопические и когомотопические группы абсолютного ретракта тривиальны.